# Pieter Holsteyn der Ältere

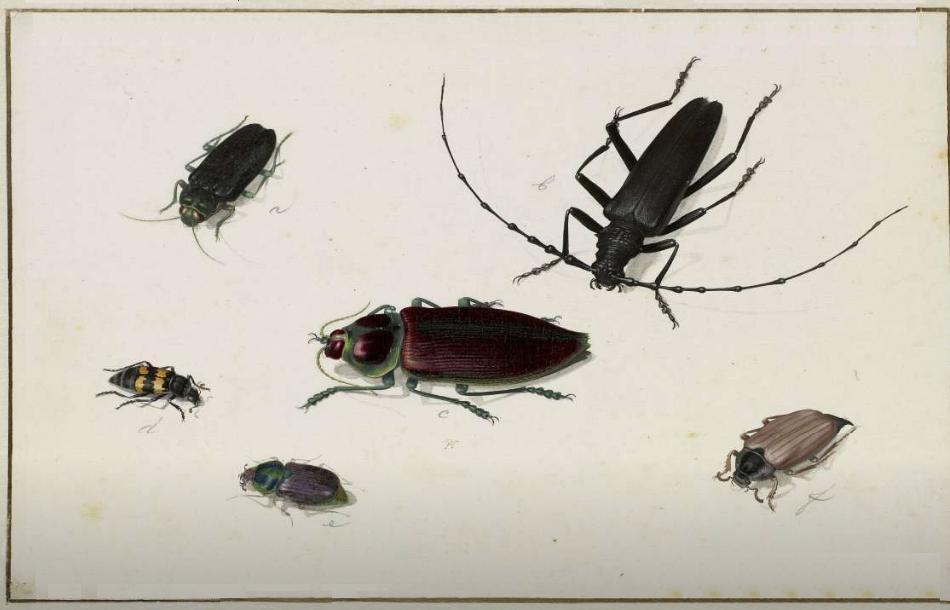
Pieter Holsteyn der Ältere: Sechs Käfer (Aquarell und Gouache auf Papier)

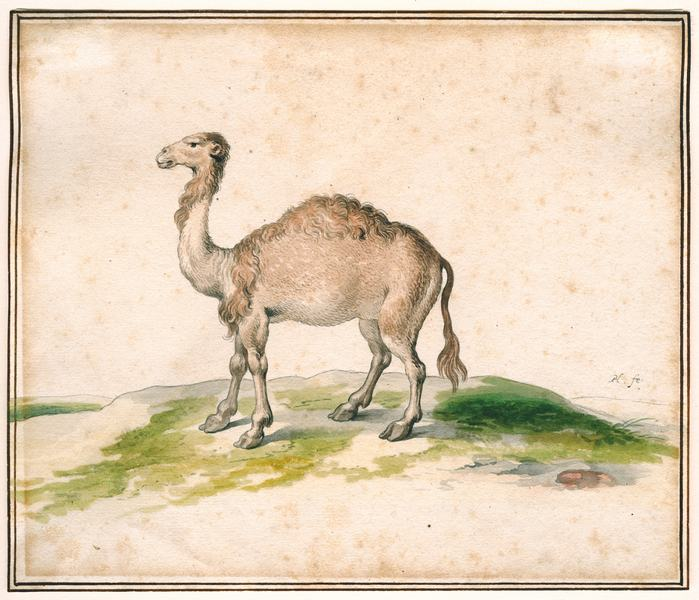
Dromedar (Pinselzeichnung und Wasserfarben)

Pieter Holsteyn der Ältere (* um 1580 in Haarlem; † Juli 1662 ebenda) war ein niederländischer Maler, Zeichner und Druckgrafiker.

## Leben
Er ist der Vater von Pieter Holsteyn dem Jüngeren und Cornelis Holsteyn.
In Haarlem war Pieter der Ältere seit 1634 Mitglied und in den Jahren 1640 und 1642 jeweils Obmann der Lukasgilde. Er starb 1662 und wurde am 23. Juli des Jahres in der Haarlemer Janskirche begraben.

## Werk
Er wirkte als Glasmaler in Haarlem. Bekannt wurde er aber vor allem durch kleinformatige Tierbilder. Die Zuschreibung der jüngeren Werke ist umstritten, da sein Sohn Pieter der Jüngere in derselben Werkstatt in Haarlem anfing und dieselbe Signatur benutzte.
Von seinen 1634 bis 1658 für Kirchen, Rathäuser und andere öffentliche Gebäude bezeugten Arbeiten sind jedoch nur wenig erhalten, unter anderem zwei Fensterscheiben von 1636 im Haarlemer Rathaus (Stadhuis).
Die Tierstudien Holsteyns beschreiben die Tiere präzise und genügen wissenschaftlichen Ansprüchen. Auswahl:
- Ameisenbär
- Austernfischer
- Dodo
- Dromedar (siehe Abbildung)
- Graureiher
- Hellroter Ara
- Käfer (siehe Abbildung)
- Meerkatze
- Schleichkatze

Sie sind heute in vielen Sammlungen vertreten. Bereits zu Lebzeiten Holsteyns hatte der Amsterdamer Anwalt Laurens van der Herm (1621–1678) eine Sammlung von 665 Zeichnungen.